# Ambon (Morbihan)
Ambon, en idioma francés y en bretón, es una localidad y comuna francesa situada en la región administrativa de Bretaña, en el departamento de Morbihan. 
Sus habitantes reciben el gentilicio en idioma francés de Ambonnais y Ambonnaises.

## Demografía
| 1010 | 1008 | 904 | 881 | 1006 | 1255 |
| Para los censos de 1962 a 1999 la población legal corresponde a la población sin duplicidades (Fuente: INSEE [Consultar]) |      |     |     |      |      |

## Lugares de interés
Constituye una importante localidad balnearia, con 4 km de playas.
- La iglesia de Saint-Cyr-Sainte-Julitte, datada en el siglo XI

## Personajes relacionados con la comuna
- Jean de Bazvalan, fallecido hacia 1400 en Ambon, señor de Ambon y de Muzillac.